# Cheilopogon suttoni
Cá chuồn vằn bụng , tên khoa học Cheilopogon suttoni, là một loài cá chuồn trong họ Exocoetidae.